# Khristina Kalcheva
Khristina Kalcheva (née le 29 mai 1977) est une athlète bulgare spécialiste du saut en hauteur.
Elle s'illustre durant la saison 1999 en remportant la médaille d'or des Championnats du monde en salle de Maebashi. La Bulgare améliore son record personnel en franchissant une barre à 1,99 m, devançant finalement la Tchèque Zuzana Hlavoňová. Khristina Kalcheva a par ailleurs remporté les Championnats de Bulgarie en plein air en 1997 et 1998.

## Palmarès
| Date | Compétition                    | Lieu     | Place | Marque |
| ---- | ------------------------------ | -------- | ----- | ------ |
| 1999 | Championnats du monde en salle | Maebashi | 1re   | 1,99 m |